# Chiesa ortodossa ucraina (Patriarcato di Mosca)
La Chiesa ortodossa ucraina (in ucraino Українська Православна Церква?, Ukrayinska Pravoslavna Tserkva; in russo Украинская Православная Церковь?, Ukrainskaya Pravoslavnaya Tserkov'), comunemente indicata come Chiesa ortodossa ucraina del Patriarcato di Mosca (in inglese Ukrainian Orthodox Church of the Moscow Patriarchate, UOC-MP, in russo Украинская православная церковь Московского патриархата, УПЦ-МП?) è una delle chiese "autonome" sotto la giurisdizione del Patriarcato di Mosca, cioè la Chiesa ortodossa russa (nella terminologia del cui Statuto una "Chiesa di autogoverno" si distingue da una " Chiesa autonoma"). La Chiesa russa definisce la Chiesa ucraina come una "chiesa auto-governata con diritti di ampia autonomia".
Al 2022, l'UOC-MP è uno dei due maggiori organismi ecclesiastici ortodossi nell'Ucraina moderna, insieme alla Chiesa ortodossa dell'Ucraina. Quest'ultima è stata istituita durante il concilio di riunificazione tenutosi sotto gli auspici del Patriarcato ecumenico di Costantinopoli il 15 dicembre 2019. Da allora, il Patriarcato ecumenico di Costantinopoli contesta le pretese del Patriarcato di Mosca della sua giurisdizione ecclesiastica sul territorio dell'Ucraina.
L'UOC-MP gode di un'indipendenza amministrativa quasi totale dal Santo Sinodo del Patriarcato di Mosca. Il Primate della Chiesa ortodossa ucraina è il membro permanente più anziano di quel sinodo e quindi ha voce in capitolo nei processi decisionali rispetto al resto della Chiesa russa in tutto il mondo.
Dal 7 giugno 2022 le eparchie della Crimea sono state scoporate dalla Chiesa ortodossa ucraina e sono state inserite nella metropolia della Crimea della Chiesa ortodossa russa. Inoltre, a causa del conflitto russo-ucraino, due eparchie ortodosse ucraine (Roven'ky e Berdjans'k) sono state sottomesse alla diretta giurisdizione del patriarca di Mosca e del Santo Sinodo russo.
Il suo primate è Onufry che sostituisce Vladimir (Viktor Sabodan), Metropolita di Kiev, morto il 5 luglio 2014.
Nell'agosto 2024 il parlamento ucraino ha approvato un disegno di legge per la messa a bando di tutte le chiese legate al Patriarcato di Mosca, inclusa la Chiesa ortodossa ucraina.

## Denominazione
La Chiesa ortodossa ucraina del Patriarcato di Mosca insiste sul fatto che il suo nome sia solo Chiesa ortodossa ucraina, affermandosi così come è l'unico corpo canonico di cristiani ortodossi nel Paese, una "chiesa locale" ucraina (in ucraino Помісна Церква?).
Era anche il nome con cui è registrato nel Comitato di Stato dell'Ucraina per gli affari religiosi.
Viene spesso chiamata Chiesa ortodossa ucraina (Patriarcato di Mosca) per distinguerla dalle due chiese rivali che si contendevano il nome della Chiesa ortodossa ucraina.
Dopo la creazione della Chiesa ortodossa dell'Ucraina, il 20 dicembre 2018, il parlamento ucraino ha votato per costringere la UOC-MP a rinominarsi nella sua registrazione statale obbligatoria, il suo nuovo nome doveva riportare "il nome completo della chiesa a cui è subordinata". Ciò è stato motivo di protesta da parte degli aderenti all'UOC-MP. L'11 dicembre 2019 la Corte suprema dell'Ucraina ha consentito alla Chiesa ortodossa ucraina del Patriarcato di Mosca di mantenere il proprio nome. L'UOC-MP aveva argomentato che il proprio centro di governo si trova nella capitale dell'Ucraina, Kiev, non nella capitale russa, Mosca, e quindi non doveva essere rinominata.

## Organizzazione

Mappa delle eparchie della chiesa ortodossa ucraina in comunione con il Patriarcato di Mosca (2019).

La Chiesa ortodossa ucraina del patriarcato di Mosca è organizzata in 53 eparchie:
- Eparchia di Kiev (Київська єпархія)
- Eparchia di Balta (Балтська єпархія)
- Eparchia di Berdjans'k[24] (Бердянська єпархія)
- Eparchia di Bila Cerkva (Білоцерківська єпархія)
- Eparchia di Boryspil' (Бориспільська єпархія)
- Eparchia di Vinnycja (Вінницька єпархія)
- Eparchia di Voznesens'k (Вознесенська єпархія)
- Eparchia della Volinia (Волинська єпархія)
- Eparchia di Volodymyr-Volinia (Володимир-Волинська єпархія)
- Eparchia di Horlivka (Горлівська єпархія)
- Eparchia di Džankoj[25] (Джанкойська єпархія)
- Eparchia di Dnipropetrovs'k (Дніпропетровська єпархія)
- Eparchia di Donec'k (Донецька єпархія)
- Eparchia di Žytomyr (Житомирська єпархія)
- Eparchia di Zaporižžja (Запорізька єпархія)
- Eparchia di Ivano-Frankivs'k (Івано-Франківська єпархія)
- Eparchia di Izjum (Ізюмська єпархія)
- Eparchia di Kam"jans'ke (Кам'янська єпархія)
- Eparchia di Kam"janec'-Podil's'kyj (Кам'янець-Подільська єпархія)
- Eparchia di Kirovohrad (Кіровоградська єпархія)
- Eparchia di Konotop (Конотопська єпархія)
- Eparchia di Kremenčuk (Кременчуцька єпархія)
- Eparchia di Kryvyj Rih (Криворізька єпархія)
- Eparchia di Luhans'k (Луганська єпархія)
- Eparchia di Leopoli (Львівська єпархія)
- Eparchia di Mykolaïv (Миколаївська єпархія)
- Eparchia di Mohyliv-Podil's'kyj (Могилів-Подільська єпархія)
- Eparchia di Mukačevo (Мукачівська єпархія)
- Eparchia di Nižyn (Ніжинська єпархія)
- Eparchia di Nova Kachovka (Новокаховська єпархія)
- Eparchia di Ovruč (Овруцька єпархія)
- Eparchia di Odessa (Одеська єпархія)
- Eparchia di Oleksandrija (Олександрійська єпархія)
- Eparchia di Poltava (Полтавська єпархія)
- Eparchia di Rivne (Рівненська єпархія)
- Eparchia di Roven'ky[26] (Ровеньківська єпархія)
- Eparchia di Romny (Роменська єпархія)
- Eparchia di Sarny (Сарненська єпархія)
- Eparchia di Sjevjerodonec'k (Сєверодонецька єпархія)
- Eparchia di Sinferopoli[25] (Сімферопольська єпархія)
- Eparchia di Sumy (Сумська єпархія)
- Eparchia di Ternopil' (Тернопільська єпархія)
- Eparchia di Tul'čyn (Тульчинська єпархія)
- Eparchia di Uman' (Уманська єпархія)
- Eparchia di Feodosia[25] (Феодосійська єпархія)
- Eparchia di Charkiv (Харківська єпархія)
- Eparchia di Cherson (Херсонська єпархія)
- Eparchia di Chmel'nyc'kyj (Хмельницька єпархія)
- Eparchia di Chust (Хустська єпархія)
- Eparchia di Čerkasy (Черкаська єпархія)
- Eparchia di Černivci-Bucovina (Чернівецько-Буковинська єпархія)
- Eparchia di Černihiv (Чернігівська єпархія)
- Eparchia di Šepetivka (Шепетівська єпархія)

## Elenco dei primati

### Metropolita di Kiev, Galich e tutta la Piccola Russia

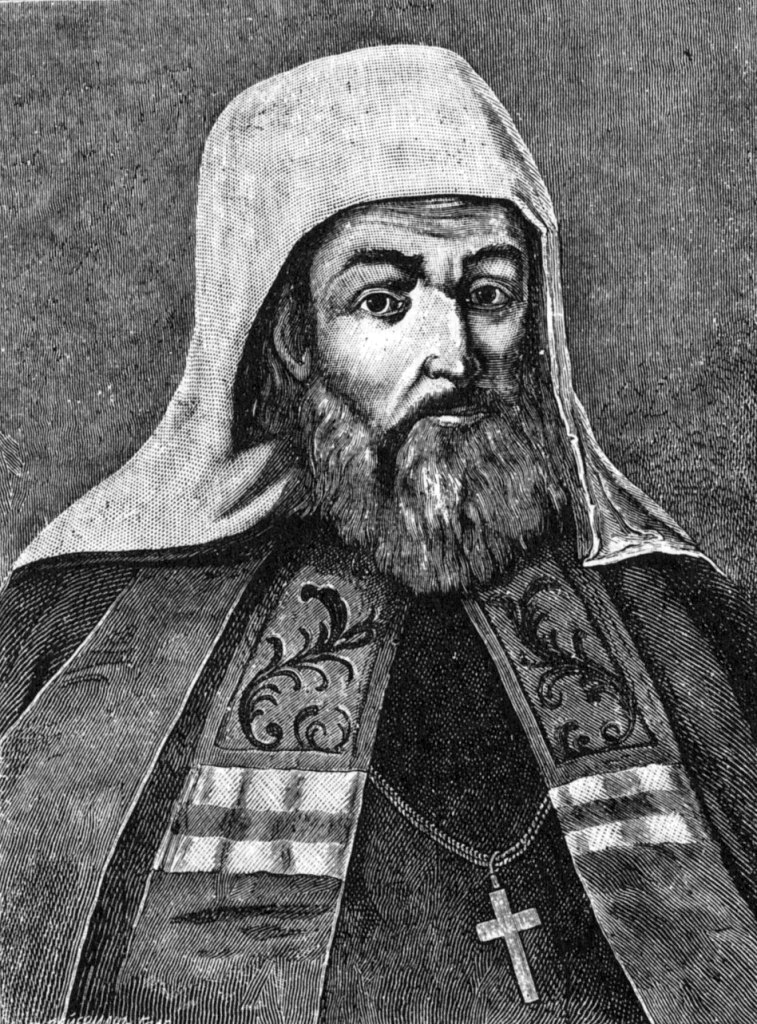
Gedeone, primo metropolita di Kiev

- Il metropolita Gedeon Svyatopolk-Chetvertynsky 1685–1690, il primo metropolita di Kiev della Chiesa ortodossa russa; fino al 1688 aveva il titolo di metropolita di Kiev, Galizia e tutta la Rutenia
- Metropolita Varlaam 1690–1707
- Metropolita Ioasaph 1707–1718
- vacante 1718–1722
- Arcivescovo Varlaam 1722–1730
- Metropolita Raphael 1731–1747, fino al 1743 come arcivescovo
- Metropolita Timoteo 1748–1757
- Metropolita Arseniy 1757–1770; nel 1767 il metropolita Arseniy divenne metropolita di Kiev e Halych

Nel 1770 la giurisdizione dell'ufficio fu ridotta all'amministrazione di una diocesi come metropolita di Kiev e della Galizia. L'autonomia fu sciolta e la chiesa fu fusa con la Chiesa ortodossa russa.

### Esarca dell'Ucraina
A causa dell'emigrazione del metropolita Antonio nel 1919, fino alla seconda guerra mondiale l'eparchia di Kiev era spesso amministrata da vescovi provvisori. Anche a causa della situazione politica in Ucraina, la Chiesa ortodossa russa introdusse nella sua storia un nuovo titolo di Esarca dell'Ucraina che fino al 1941 non era necessariamente associato al titolo di Metropolita di Kiev e Halych.
- Metropolita Mikhail (Yermakov) 1921–1929 (vescovo di Grodno e Brest, 1905–1921; arcivescovo di Tobolsk, 1925; e metropolita di Kiev, 1927–1929)
- Metropolita Konstantin (Dyakov) 1929–1937 (metropolita di Kharkiv e Okhtyrka, 1927–1934 e metropolita di Kiev 1934–1937)
- vacante 1937–1941

### Metropolita di Volyn e Lutsk, Esarca dell'Ucraina occidentale e della Bielorussia
- Metropolita Nicholas (Yarushevich) 1940–1941

### Metropolita di Kiev e Halych, Esarca dell'Ucraina
- Metropolita Nicholas (Yarushevich) 1941–1944
  - Durante la seconda guerra mondiale, sui territori dell'Ucraina occupati dalla Germania nazista, il metropolita Aleksiy organizzò la Chiesa ortodossa autonoma ucraina che si considerava parte della Chiesa ortodossa russa.
- Metropolita Giovanni (Sokolov) 1944–1964
- Metropolita Joasaph (Leliukhin) 1964–1966
- Metropolita Filarete 1966–1990

### Metropolita di Kiev e di tutta l'Ucraina
- Metropolita Filarete (1990–1992)
- Metropolita Volodimir (1992–2014)
- Metropolita Onufrij, dal 2014[27] – in carica